# 피토사우루스
피토사우루스(학명:Phytosaurus huxley)는 악어목 피토사우루스과에 속하는 악어이다. 지금은 멸종된 악어로 몸길이가 4~6m인 거대한 악어에 속한다.

## 특징
피토사우루스는 현대의 악어와 매우 유사한 모습을 하고 있는 종 중에 하나이다. 특히 크게 다른 두개골 형태로. 이러한 변화는 동물의 먹이주기와 습관과 관련이 있으며 완전히 진화적인 수정은 아니다. 식물성 모동으로 모두 동일하게 많은 원적 치아가있는 길고 날씬한 주부가 있다. 이런 특징은 빠른 수생 먹이를 포착하기 위해 잘 적응되었지만 육상 동물은 아닌 피시 보어일 가능성이 크다. 이는 팔레오히누스, 루티오돈, 미트리오쿠스도 유사한 특징이 있지만 슈도팔라투스와 같은 다른 형태형과 같은 다른 형태는 다른 장기 의대와 보다 더 밀접한 관련이 있기 때문에 뚜렷한 분류군을 형성하지 않는다. 피토사우루스의 짧은 주둥이의 형태는 팔레오히누스, 루티오돈, 미트리오쿠스가 거대하고 넓은 주둥이, 매우 강한 두개골과 턱을 갖는 것과 반대이다. 앞니가 눈에 띄는 송곳니이기 때문에 이종동이며,후면 치아는 음식을 쉽게 삼킬 수 있는 덩어리로 자르기 위한 칼날과 같다. 이와 같은 특징은 니로사우루스와 스밀로수스와 똑같이 물위에 올라온 육상 동물과 같은 강한 먹이를 먹인 강력한 특징이다. 높은 주둥이를 가진 동물은 두 가지 유형 사이의 중간 동물이다. 그들은 매우 치열하지만 다른 악어들의 유형만큼 극단적으로 개발되지 않았다. 현대 악어는 유사한 형태학적 다양성을 나타낸다, 예를 들어 넓은 주부 알티로스랄 악어와 긴 주부와 다양한 피토사우루스는 주미에 문장과 유사한 장식품을 가지고 있다. 니로사우루스는 주위를 따라 능선을 가지고 있으며 미스트리수쿠스 웨스트팔리에는 여러 개의 뼈 문장이 있다. 양턱에는 길고 톱니 모양의 이빨들이 20~30개를 가지고 있었으며 이것을 통해 먹이를 사냥했을 것으로 추정이 된다. 먹이로는 당대에 서식하던 물고기, 갑각류에 식물성 먹이인 양치식물까지 두루 섭취하던 잡식성의 악어로 추정이 된다.

## 생존시기와 서식지와 화석의 발견
피토사우루스가 생존하던 시기는 중생대의 트라이아스기 후기로 지금으로부터 2억년전~1억 8천만년전에 서식했던 악어이다. 생존했던 시기에는 유럽, 북아메리카와 남아메리카를 모두 통틀은 아메리카, 모로코, 동남아시아, 아프리카까지 광범위한 서식지를 가졌으며 강과 호수에서 주로 서식했던 종이다. 화석의 발견은 1875년에 미국의 트라이아스기에 형성된 지층에서 고생물학자들에 의하여 처음으로 발견되어 새로이 명명된 종이다.

## 같이 보기
- 악어
- 중생대
- 트라이아스기
- 파충류
- 화석